# Liste der Fernstraßen in Botswana
Dies ist die Liste der Fernstraßen in Botswana. Die Straßen die mit A angegeben sind, sind Straßen der 1. Ordnung, die Straßen die mit B angegeben sind, sind Straßen der 2. Ordnung.

## A-Straßen
| Kurz | Name | Verlauf                                                                                       | Länge  |
| ---- | ---- | --------------------------------------------------------------------------------------------- | ------ |
| A1   | A1   | Grenze nach Südafrika – Ramatlabama – Lobatse – Gaborone – Francistown – Grenze nach Simbabwe | 590 km |
| A2   | A2   | Grenze nach Südafrika – Pioneer Gate – Lobatse – Ghanzi – Grenze nach Namibia                 | 755 km |
| A3   | A3   | Francistown – Maun – Ghanzi                                                                   | 810 km |
| A10  | A10  | Gaborone – Kanye                                                                              | 92 km  |
| A12  | A12  | Grenze nach Südafrika – Tlokweng Gate – Gaborone – Lethlakeng                                 | 129 km |
| A14  | A14  | Palapye – Orapa                                                                               | 260 km |
| A15  | A15  | Serule – Sefhophe                                                                             | 90 km  |
| A20  | A20  | Sekoma – Tshabong                                                                             | 280 km |
| A30  | A30  | Francistown – Orapa                                                                           | 230 km |
| A32  | A32  | Dukwi – Sowa                                                                                  | 36 km  |
| A33  | A33  | Nata – Kazungula – Ngoma Bridge – Grenze nach Namibia                                         | 370 km |
| A35  | A35  | Sehithwa – Mohembo West                                                                       | 300 km |

## B-Straßen
B-Straßen sind in Botswana Straßen zweiter Ordnung.